# Patricia Hitchcock
Patricia Hitchcock   (Londres, 7 de juliol de 1928 - Thousand Oaks, 9 d'agost de 2021) fou una actriu anglesa i la filla del mestre del suspens, Alfred Hitchcock, i d'Alma Reville.

## Biografia
Quan era petita, Hitchcock, que sabia que volia ser actriu, li va oferir la primera aparició a la pantalla com a extra, al costat de la seva mare a Sabotage (1936). A principis de la dècada de 1940, va començar a actuar a l'escenari i fa fer un paper a la producció de Broadway Solitaire (1942). També va interpretar el paper principal a l'obra de Broadway Violet (1944).
Un cop graduada a la Marymount High School de Los Angeles el 1947, va assistir a la Royal Academy of Dramatic Art de Londres.
Comença la seva carrera d'actriu el 1950 amb Pànic a l'escenari, del seu pare. Apareix el mateix any a The Mudlark, de Jean Negulesco; després torna amb el seu pare amb Estranys en un tren. En aquesta pel·lícula, interpreta el principal paper de la seva carrera, Barbara Morton, germana del personatge protagonista.
Després de la revelació a Estranys en un tren, Pat Hitchcock roda en sèries de televisió com Suspense, Playhouse i les sèries del seu pare Sospites i sobretot Alfred Hitchcock Presents, on actua en 10 episodis.
Patricia Hitchcock afluixa la seva carrera d'actriu. Té un paper secundari a Psicosi, d'Alfred Hitchcock, el d'una jove secretària que treballa el personatge de Janet Leigh', i després deixa de rodar durant 15 anys. Treballa en els telefilms Ladies of The Corridor i Six Characters in Search of an Author. Actua en una última pel·lícula el 1978.

## Vida personal
Es casà amb Joseph E. O'Connell, a qui conegué el 1951, i amb qui tingué tres filles: Mary Alma, Teresa i Kathleen O'Connell.